# Lev Kulchitsky
Lev Yakovlevich Kulchitsky (en ruso: Лев Яковлевич Кульчицкий, 4 de marzo de 1813 - 7 de diciembre de 1873) fue un contraalmirante ruso y el 13.º gobernador de Taganrog, miembro del Almirantzgo desde 1856.

## Biografía
Graduado en el Cuerpo de Cadetes en 1831. Sirvió en la Flota del Mar Negro, promovido a teniente-capitán en 1849, capitán de segundo rango en 1855, capitán de primer rango en 1858, contraalmirante en 1866. Durante la Guerra de Crimea Lev Kulchitsky comandó la fragata Gromonosets.
En 1860 fue designado presidente del tribunal militar del puerto de Nikolaev. En 1863 fue designado jefe de la Estación Naval Konstantinovskaya en la bahía de Tsemés. Kulchitsky sirvió como Gobernador de Taganrog entre 1868 y 1873. Después de su muerte fue enterrado en la cripta de la Iglesia de Todos Los Santos en Taganrog en el Viejo Cementerio.

## Condecoraciones
- Orden de San Jorge de 4.ª clase